# Contea di Parke
La contea di Parke (in inglese Parke County) è una contea dello Stato dell'Indiana, negli Stati Uniti. La popolazione al censimento del 2000 era di 17 241 abitanti. Il capoluogo di contea è Rockville.